# Эль-Наххал, Самер
Самер Эль-Наххал (род. 11 июля 1975, Эспоо) — финский музыкант, бывший бас-гитарист финской хард-рок-группы Lordi. Известен под псевдонимом OX.

## Биография
Отец по национальности египтянин, мать финка. Детство провёл в Ливии и Ираке вместе со своим отцом, перебрался в Финляндию после начала ирано-иракской войны. В возрасте 13 лет потерял своего отца.
Увлекался музыкой, любимыми группами были W.A.S.P. и Mötley Crüe (бас-гитарист Никки Сикс являлся его кумиром детства). Мечтал выступать в качестве гитариста какой-либо группы, изначально выступал в финских коллективах Spoon и Dead Lock. В 1996 году окончил консерваторию Лос-Анджелеса. С 2005 года выступает в составе группы Lordi, официально был принят в её состав в октябре, хотя ещё в мае вместе с группой выступил на Евровидении-2006 и одержал там победу.
В марте 2019 года было заявлено о том, что покинет группу после летних фестивалей . Покинул группу в августе 2019 года. Заявил, что его уход никак не связан с конфликтами, он просто решил заняться чем-нибудь другим в музыке.

## Образ
Окс это наполовину человек, наполовину бык, известный как Минотавр, редкое существо даже для Древней Греции. В 1000 году до н. э. Окс был верным слугой мага Андролуса на небольшом острове греческого архипелага. Путешественник во времени Калмагед украл принадлежавщую Андролусу «Десятую книгу Октавуса», содержавшую темные заклинания мага. Затем Калмагед принудил людей с ближайших островов убить Андролуса и Окса.
Однако вскоре Калмагед разбудил убитого Окса, взяв нежить в качестве личной прислуги. В своей темной крепости между мирами, Калмагед создал Ка. Со временем Окс узнал, кто виновен в смерти Андролуса и, не теряя времени, убил своего нового хозяина. Когда мистер Лорди прибыл для поиска Калмагеда, он заключил союз с Братством. Калма, ещё один член братства, отправился с мистером Лорди, а Окс остался как правитель Братства. Спустя годы Калма вернулся и взял на себя руководство Братством, а Окси занял его место в Lordi.
Также известен как «Адский бык», «Рогочереп», «Рогоголовый», «Бультавр».

## Дискография

### Lordi
- 2008 — Beast Loose in Paradise
- 2008 — Deadache
- 2009 — Zombilation – The Greatest Cuts (4 трека из 19)
- 2010 — Babez For Breakfast
- 2013 — To Beast or Not to Beast
- 2014 — Scare Force One
- 2016 — Monstereophonic – Theaterror vs. Demonarchy
- 2018 — Sexorcism